# خربق

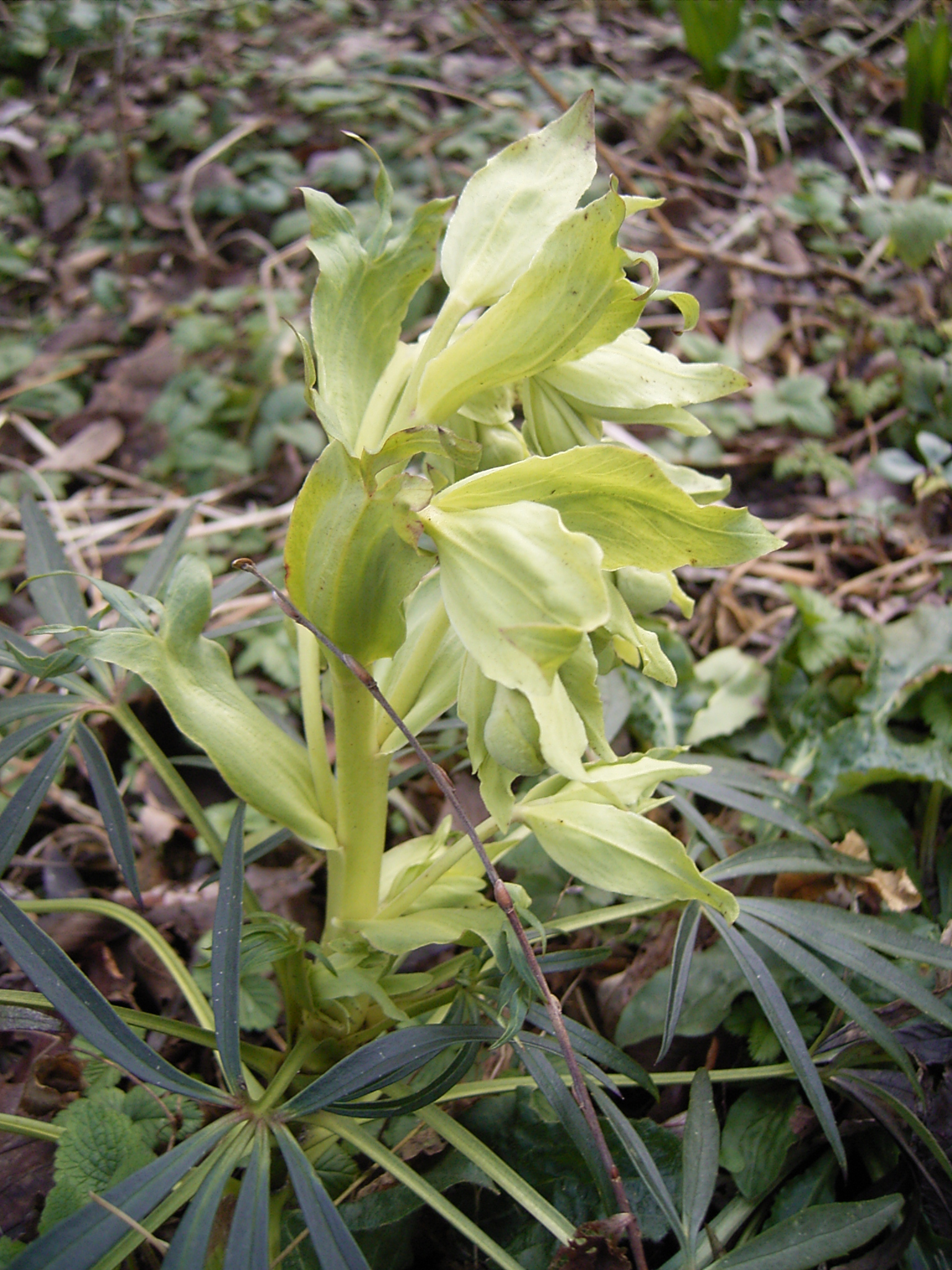
کنگرگون

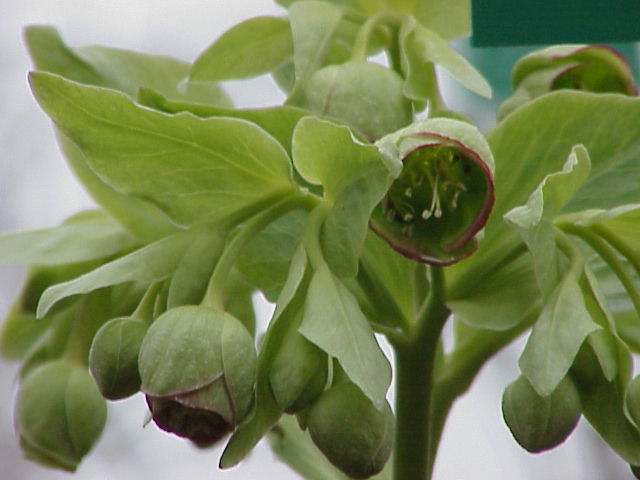
گل‌های کنگرگون

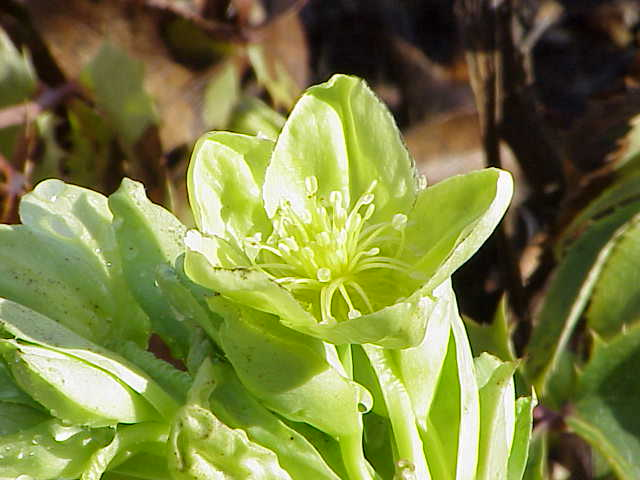
خربق کرسی

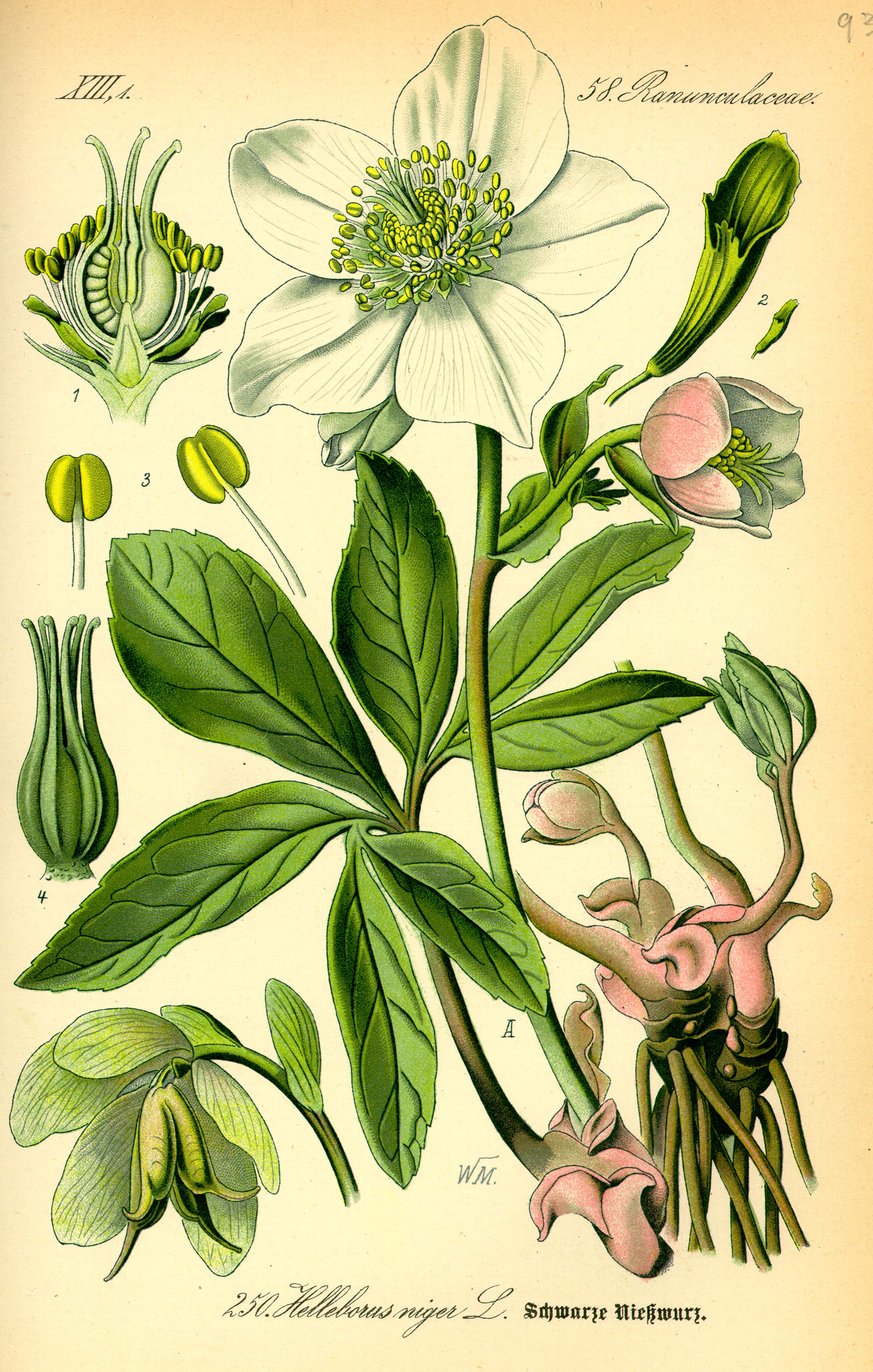
نگاره خربق سیاه، از سدهٔ ۱۹

خَربَق، جنسی از حدود ۲۰ گونه گیاه علفی یک‌ساله است.